# بخش لوهیت
بخش لوهیت (به انگلیسی: Lohit district) یک منطقهٔ مسکونی در هند است که در آروناچال پرادش واقع شده‌است. بخش لوهیت ۲٬۴۰۲ کیلومتر مربع مساحت و ۱۴۵٬۷۲۶ نفر جمعیت دارد.